# RICA
RICA（りか、旧名：彩音リカ、1987年7月5日 - ）は、日本の元AV女優。

## 略歴
AVデビュー前は伊勢丹のカリスマ美容部員だった。2008年2月 「New Comer」でマックス・エー専属女優としてAVデビュー。6月 マックスエー専属契約終了、RICAの名前で活動するようになった。
2013年引退。

## 人物
- 趣味：ネイルアート
- 特技：ミシン、お菓子作り

## 作品

### アダルトビデオ

#### 彩音リカ 名義
2008年
- New Comer（2月8日、マックス・エー）
- MAX GIRLS(2)（2月8日、マックス・エー）
- 妹の秘密（3月14日、マックス・エー）
- MAX GIRLS(3)卒業編（3月14日、マックス・エー）
- 連続絶頂イカせFUCK（4月11日、マックス・エー）
- MAX GIRLS(4)新入社員編（4月11日、マックス・エー）
- MAX GIRLS(5)メイド編（5月9日、マックス・エー）
- 制服狩り（5月23日、マックス・エー）
- MAXピンクファイル（9月26日、マックス・エー）
- MAX GIRLS Anniversary 2枚組み8時間130連発ッ!!（12月5日、マックス・エー）

2009年
- 美熟女イカセ痙攣3時間 ANIMALIJO（1月1日、マックス・エー）
- 犯られまくる淫乱OL25人（9月25日、マックス・エー）オムニバス作品

#### RICA 名義
2008年
- 極上美形ギャルRICA 誕生×絶頂（8月7日、ディープス）
- 究極美形の小悪魔エレガントギャルRICA 快楽絶頂コスマニア（9月4日、ピュアネスプラネット）
- 可愛い子には、顔射をさせよ。（10月9日、ピュアネスプラネット）
- 「美人」で「S」な「ギャルお姉さん」（11月6日、ピュアネスプラネット）
- RICA　無限拘束でイキまくり!!（12月4日、ピュアネスプラネット）

2009年
- VANILLA 03（2月3日、プレステージ）
- ほっとトゥギャザー 05（2月20日、プレステージ）
- WATER POLE 69（3月12日、プレステージ）
- 極嬢（3月19日、YeLLOW）
- 放課後わりきりバイト 06（4月17日、S級素人）
- 極嬢GIRLS RICA 沢木樹里 綾波セナ（4月19日、YeLLOW）
- LEOPARD 01（5月18日、レアル・ワークス）
- VIP STAR STAGE 7（6月12日、クリスタル映像）
- 脱ぎたてホクホクパンティー手コキ&フェラ4（6月19日、YeLLOW）
- 完全素人を1年間で48人中出しできるか挑戦!履いてたパンツもついでにGET!! 泥酔編（6月21日、h.m.p）
- 職場にナイショでAVに出たオンナたち 10（7月21日、h.m.p）
- 24/7【TWENTY FOUR/SEVEN】 01（7月22日、プレステージ）
- 神技!!天狗亜苦滅(テングアクメ) 第十四章（8月1日、MAD）
- ちんぐり返しアナル舐め手コキ3（8月19日、YeLLOW）
- ザ・ギャルナン 17（8月20日、グローリークエスト）
- After school @ diary 01（8月21日、グレイズ）
- 騎りグセ（9月20日、ピーターズ）
- 高額バイト 2 渋谷某有名ギャル服ショップ勤務プリケツ店員のぞみ（11月19日、ドグマ）
- 僕の妹はギャル!こいつが可愛い友達(もちろんギャル♥)を家に連れて来るもんだからつい手を出したら、ヤレた!!（12月5日、GARCON）
- 黒GAL限定コスプレH ギャルレイヤー（12月25日、ユープランニング）

2010年
- Charlie #02（1月1日、プレステージ）
- 僕のママはギャル!!親父の再婚相手は超魅力的なギャルだった!!（1月7日、GARCON）
- ロングスカルプギャル!!手コキ超48手!!!（1月7日、GARCON）
- kira☆kira BLACK GAL SPECIAL ～痴女GALS PARTY～（1月19日、kira☆kira）
- 東京ヤリマンギャルナンパDX（1月22日、レアル・ワークス）
- 黒ギャルだょ!!全員集合!!!イタズラ逆ナンはマジやばくねぇ～!!!Vol.02（2月4日、GARCON）
- 東京GalsベロCity 30（2月15日、ドリームチケット）
- Shangri-la Rica（2月25日、Fantasista）
- The gal’s NIGHT 7 裏ブチアゲPARTY（4月1日、グローリークエスト）
- 盛りマン 3人のエロ黒ギャルがイクッ!（4月2日、映天）
- VIP STAR THE FINAL EDITOIN 8時間永久保存版（4月9日、クリスタル映像）
- 黒ギャルニューハーフとカリスマ黒ギャル ～DOUBLE BLACK GAL～（4月25日、TRANS CLUB）
- イク時はヤバいヤバいヤバい!（5月19日、乱丸）
- 黒ギャルに責められてイカされまくりました。3人の責め黒ギャル!（6月18日、映天）
- ギャルエステシャン 3（7月1日、グローリークエスト）
- 黒ギャルBIKINI FUCKERS 1（7月2日、虎堂）
- 強制小便口浣腸 イラマギャル（7月19日、ドグマ）
- 黒ギャルサンオイル手コキ（8月6日、虎堂）
- 黒ギャルベロベロ接吻マニア（10月1日、虎堂）
- 美女に乳首を弄られて舐められてディープキスされると震えるほど興奮します。（10月21日、グローリークエスト）

2011年
- 究極の黒ギャルマニアックス BLACK4HIPS（1月1日、アイデアポケット）
- Wギャルヘルパー HINAとRICAの介護性活（1月25日、Fantasista）
- MOODYZファン感謝祭 バコバコバスツアー2011 ギャルの超ハイテンション大乱交ジャングル!!（2月13日、MOODYZ）
- パニック寸前!!突然急停止したエレベーターの密室でギャル5人に無理矢理抜かれちゃいました!! vol.03（3月5日、GARCON）
- ウンコ排泄まる見え! S級黒GALうんこ解禁（4月1日、ヴィ）
- GARCONファン感謝祭 可愛さ最強ギャル軍団と行く!!ギラツキMAX童貞クン限定温泉バスツアー!!! VOL.2（5月7日、GARCON）
- 黒ギャルネイル手コキ（6月17日、虎堂）
- おかず。企画祭り! ギャル女子寮に僕ひとり（6月24日、ケイ･エム･プロデュース）
- ギャルサー温泉旅行（9月23日、ケイ・エム・プロデュース）
- 淫乱美黒ギャル（10月1日、WANZ FACTORY）

2012年
- カップル混浴温泉に来ているギャルに勃起チ○ポを見せつけ発情させたら、彼氏の寝ている隣で夜這いしてもウズウズしていて拒めない!!（2月9日、GARCON）
- すっげー黒ギャルの中出しセックス 2（8月15日、impact）

## テレビ
- エロ生☆パラダイス （GyaOジョッキー2008年7月22日放送分）